# M-2010 준마

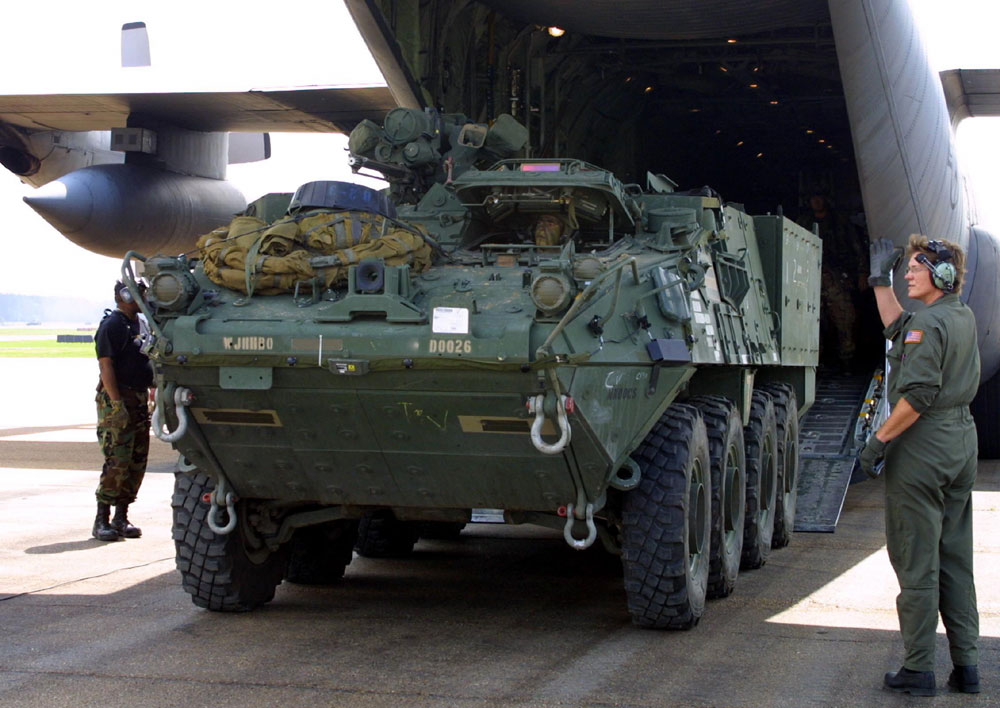
C-130 수송기에서 내리는 미군의 스트라이커 장갑차

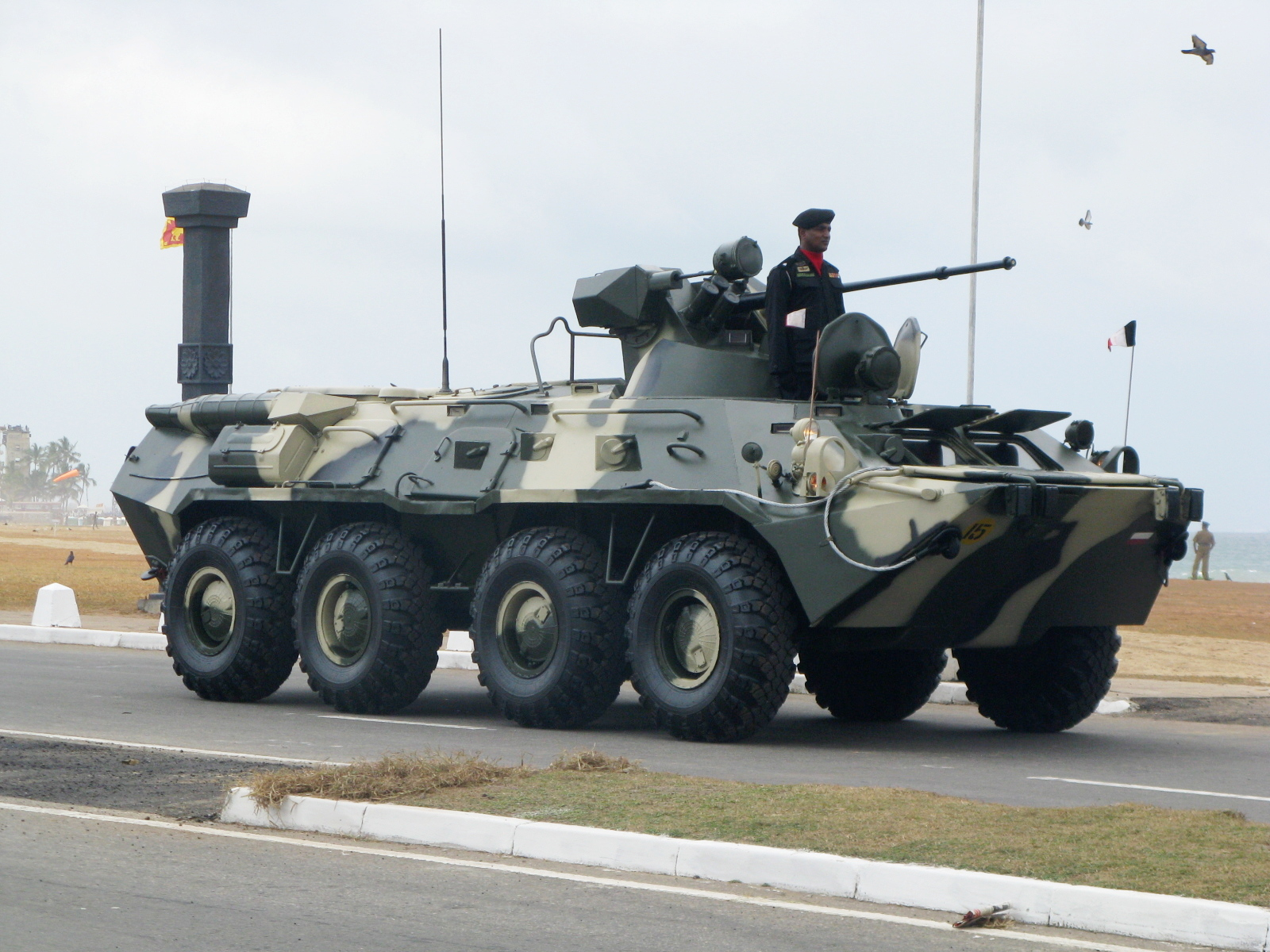
2016년 스리랑카군의 BTR-80 장갑차

M-2010 준마는 북한의 8륜구동 바퀴형 병력수송장갑차(Armored personnel carrier, APC)를 말한다. 북한판 스트라이커 장갑차이다.

## 역사
2000년대 초반 북한은 러시아에서 BTR-80 몇 대를 수입했다.
2010년 열병식에서 M-2010 장갑차를 최초로 공개했다. BTR-80과 외양이 거의 똑같은 8륜구동 바퀴형 병력수송장갑차였다. M-2010은 북한이 러시아에서 수입한 BTR-80/80A를 역설계하여 자체 생산한 장륜장갑차로 14.5mm 기관포를 2문으로 늘렸으며, 6륜형과 8륜형 2종류가 있다.
북한군에서도 가장 최신형 장비라 최정예 기갑사단으로 알려진 제105기갑사단 (조선민주주의인민공화국)에만 집중 배치되었다고 파악된다.